# C. T. C. Wall
Charles Terence Clegg Wall (Bristol, 14 dicembre 1936) è un matematico britannico, professore emerito all'università di Liverpool dal 1965. È noto per i suoi lavori sulle varietà, in particolare in topologia geometrica. È stato presidente della  London Mathematical Society dal 1978 al 1980.

## Riconoscimenti
- 1965 Premio Berwick
- 1969 Eletto membro della Royal Society
- 1976 Senior Whitehead Prize
- 1988 Premio Pólya
- 1988 Medaglia Sylvester